# 국민급진기지 (1934년)
국민급진기지(폴란드어: Obóz Narodowo Radykalny 오부스 나로도보 라디칼니[*])는 1934년 4월 14일 국민민주계 정치 단체였던 국민당을 탈당한 얀 모스도르프(Jan Mosdorf)가 창당한 폴란드의 불법적 제3의 위치, 급진우파, 반공주의, 국민주의적 정당이다.

## 창당
국민급진기지는 국민당 내의 옛 위대한 폴란드 기지 당원 얀 모스도르프, 타데우시 글루진스키, 헨리크 로스만과 그들을 따르는 청년계 당원들이 국민당을 탈당하고 창당되었다. 그러나 창당된 지 3개월 만에 7월 10일 폴란드 정부가 이 정당을 해산 및 정치 활동을 금지하였다. 일부 인사들은 구속 수감되었고, 모스도르프를 제외한 글루진스키, 로스만 등의 인사들은 1934년 국민급진기지 ABC (글루진스키, 로스만 외 6명)와 국민급진기지 팔랑가 (피아세츠키 외 4명)를 창당하였다.

## 제2차 세계 대전 기간
1939년 9월 1일 나치 독일이 폴란드를 침공하여 국민급진기지 팔랑가와 ABC는 각각 반독일 성향의 지하 무장투쟁 조직으로 나뉘게 되었다. 팔랑가는 국민연맹으로, ABC는 성벽군으로, 군사적으로는 도마뱀 연합으로 이동하여 독일과 맞서 싸웠다. 그러나 이들은 폴란드 망명 정부와 폴란드 지하국가와의 지원을 하지 않았다. 폴란드가 독일과 소련에 각각 나뉜 후, 수많은 활동가들이 폴란드 국민군으로 속하였다. 다른 지지자들은 나치에 협력하기도 하였다. 한편 모스도르프는 국민당에 복당하였고, 국민군사기구의 창설을 지원하기도 하였다. 그러나 1943년 아우슈비츠 수용소에서 학살로 사망하였고, 제2차 세계 대전이 끝난 후, 많은 활동가들이 영구적으로 보존됐으나 1945년 공산화 이후 국민급진기지는 존재하지 않았다. 1993년 부활하여 현재까지 존재하고 있다.

## 같이 보기
- 국민급진기지 팔랑가
- 국민급진기지 ABC
- 국민협동기지
- 국민부활을 위한 폴란드